# سلمانة (غيزانية)
سلمانة (بالفارسية: سلمانه) هي قرية تقع في إيران في قسم غيزانية الريفي. يقدر عدد سكانها بـ 38 نسمة بحسب إحصاء 2016.